# Thorkild Høyer
Thorkild Høyer (født 27. marts 1947) er en dansk advokat siden 1976 med møderet for Højesteret og speciale i strafferet samt rådgivningsopgaver som konsulent i international udvikling og nødhjælp.
Høyer er desuden medlem af Advokatsamfundet og Højesteretsskranken og formand for bestyrelsen i Rehabiliterings- og Forskningscentret for Torturofre, desuden har han en række bestyrelsesposter i blandt andet JanusCentret.

## Baggrund
Thorkild Høyer er født og opvokset i Nordjylland, som mellembarn i en søskendeflok på fem. Faderen var godsejer og havde to gårde og moderen var hjemmegående. Høyer blev student fra Nørresundby Gymnasium og jurist fra Aarhus Universitet. Han flyttede til København i 1971, hvor han fik sin advokatbestalling i 1976 – det store forbillede var landsretssagfører Carl Madsen, som var medlem af DKP.
Selv var Høyer medlem af det Kommunistisk Arbejderparti, men blev ekskluderet i 1982. Privat er han gift med psykoterapeut Jytte Skjødt Møller og har en voksen datter.

## Karriere
I Danmark er han registreret som beskikket forsvarsadvokat af justitsministeriet og har været forsvarer i en række store og omtalte sager, blandt andet Blekingegadebanden, Nerma-sagen (10 tons kokain), Hela-sagen (5 tons hash), Terrorsagen fra Glostrup, Samurai-drabet, røveriet af Dansk Værdihåndtering, Terrorsagen mod Jyllands-Posten i december 2010, Fighters+Lovers og COP15-sagen.
Under Store Nordiske Rockerkrig (1996-1997) var han fredsmægler mellem Hells Angels og Bandidos – ligeledes har han siden forsvaret prominente medlemmer af begge grupperinger i forskellige straffesager.
I 1999 blev han gennem Folkekirkens Nødhjælp ansat som direktør for det samlede kirkelige
genopbygningsarbejde i Kosovo efter Kosovokrigen. I 2001 var Thorkild Høyer i tre år leder af DANIDAs retslige reformprogram i Vietnam, og han har flere gange været udsendt af Folkekirkens Nødhjælp. Desuden har han været valgobservatør for Kirkernes Verdensråd i Zimbabwe.
Internationalt er han registreret som forsvarsadvokat af Den Internationale Straffedomstol og har blandt andet forsvaret krigsforbryderne Radoslav Brđanin og Radovan Karadžić ved det internationale tribunal til pådømmelse af krigsforbrydelser i det tidligere Jugoslavien.
Høyer stiftede i 2011 Nyhavnsadvokaterne sammen med advokaterne Kåre Pihlmann, Jane Ranum og Mikael Skjødt.
Høyer er desuden stifter og bestyrelsesformand for organisationen Levende Menneskerettigheder.

### Tillidsposter
- 1993 - 1997 medlem af Advokatrådets Strafferetsudvalg
- 1996 - 1999 medlem af Advokatrådets Menneskerettighedsudvalget
- 1989 - 1997 medlem af bestyrelsen for Landsforeningen af Forsvarsadvokater og formand fra 1993-1997
- 1986 - 1998 medlem af bestyrelsen for Foreningen af Beskikkede advokater i København
- Siden 1988 medlem af bestyrelsen for tidsskriftet Social Kritik
- Fra april 2005 - april 2013 medlem af styrelsen for Folkekirkens Nødhjælp
- Fra 2007 har han været formand for bestyrelsen i Rehabiliterings- og Forskningscentret for Torturofre